# Setophaga pinus
Setophaga pinus là một loài chim trong họ Parulidae.